# Terracota

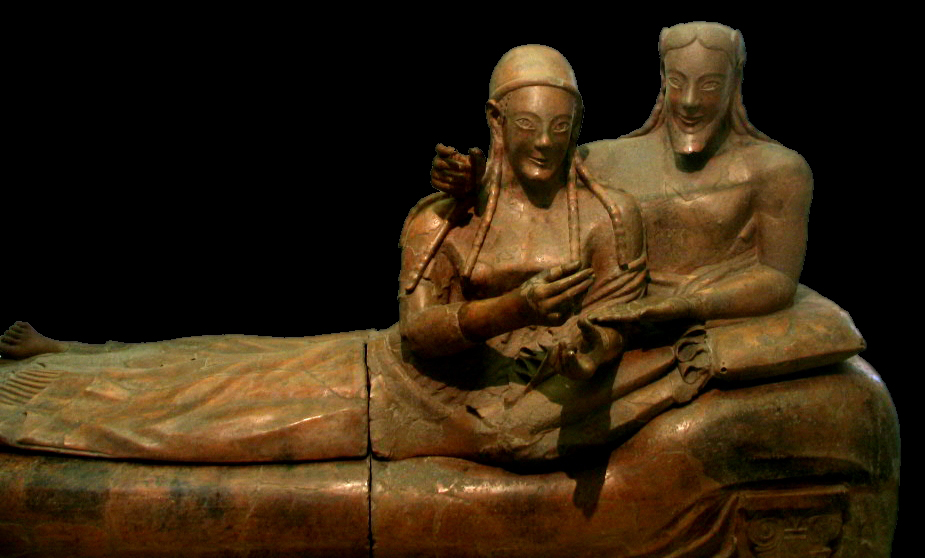
El Sarcòfag dels esposos, elaborat en terracota pintada.

La terracota (de l'italià terra cotta "terra cuita") és l'argila modelada i endurida al forn.
S'anomena així la ceràmica elaborada a partir de l'argila vermella comuna. Sovint se li sol afegir una mica de xamota, per a donar-li més porositat. S'utilitza sobretot per a objectes de grans dimensions, per exemple, escultures, relleus o elements de jardineria.
És el fonament dels treballs de ceràmica, utilitzada tant per a recipients, com per a la realització d'escultures i decoració arquitectònica. Fins i tot a Etrúria, durant els segles iii i II aC, es va utilitzar per a l'elaboració de sarcòfags.
A Merimde, va ser emprada des del quart mil·lenni aC. Des dels temps més remots, l'argila ha estat per a l'ésser humà el material més important per a elaborar objectes. Abunda en la natura i és fàcil de modelar simplement amb les mans, sense necessitat d'utensilis. L'argila és una barreja de minerals amb una petita quantitat de substàncies orgàniques. Abans que s'inventés el torn, les persones modelaven l'argila amb les mans, preparant una pasta que després estrenyien i rentaven per a, finalment, deixar-la decantar en petits recipients. Una vegada feta aquesta operació, la pasta es pressionava fins a donar-li forma, o bé s'enrotllava en espiral fent tires d'argila.

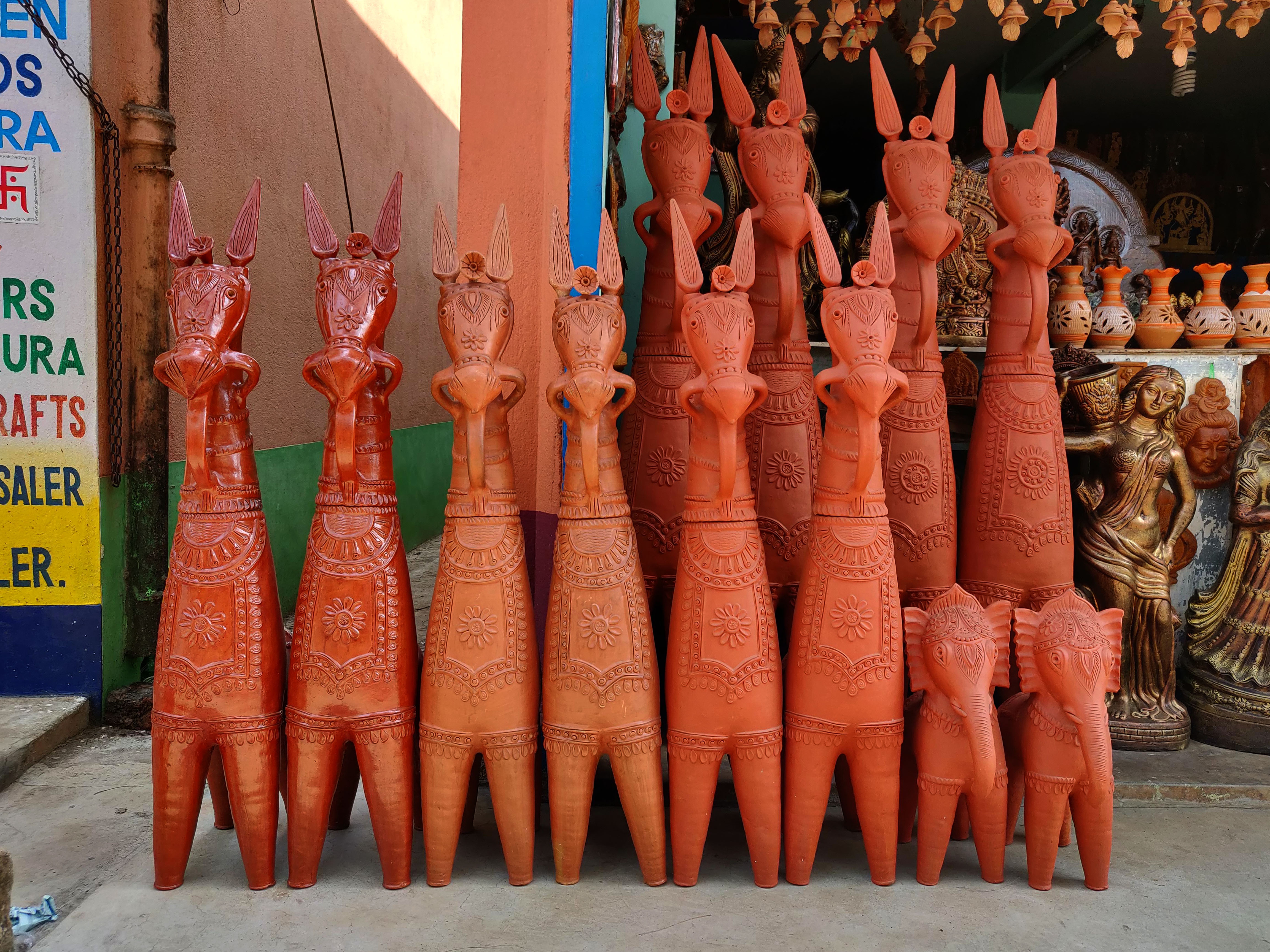
Escultures de terracota de Bankura, Bengala Occidental, Índia.

Una vegada acabada la peça, ve el procés d'assecat durant el qual la terracota perd part de l'aigua. A continuació, es cou en un forn especial que arriba lentament a una temperatura propera als 1000 °C. L'argila es torna més dura i compacta i ja no es dissol amb l'aigua. Una vegada acabada la cocció, es deixa refredar a poc a poc. Per a la realització d'aquest treball, s'empren aquests utensilis: torn, forn, varetes i matrius. Amb les varetes, es fan els acabats i els relleus quan l'argila està encara tova.